# Pałac w Boratynie
Pałac w Boratynie – zabytkowy pałac w Boratynie.
Pałac wybudowany w 1820 r. przez Jana Stadnickiego w stylu  późnego klasycyzmu.  Nad wejściem znajdują się herby od lewej: Krasicki Hrabia, Jastrzębiec, Szreniawa Stadnickich. Obiekt jest częścią zespołu pałacowego, w skład którego wchodzą jeszcze:
- kaplica z 1810
- park z drugiej połowy XVIII w.[3][1]

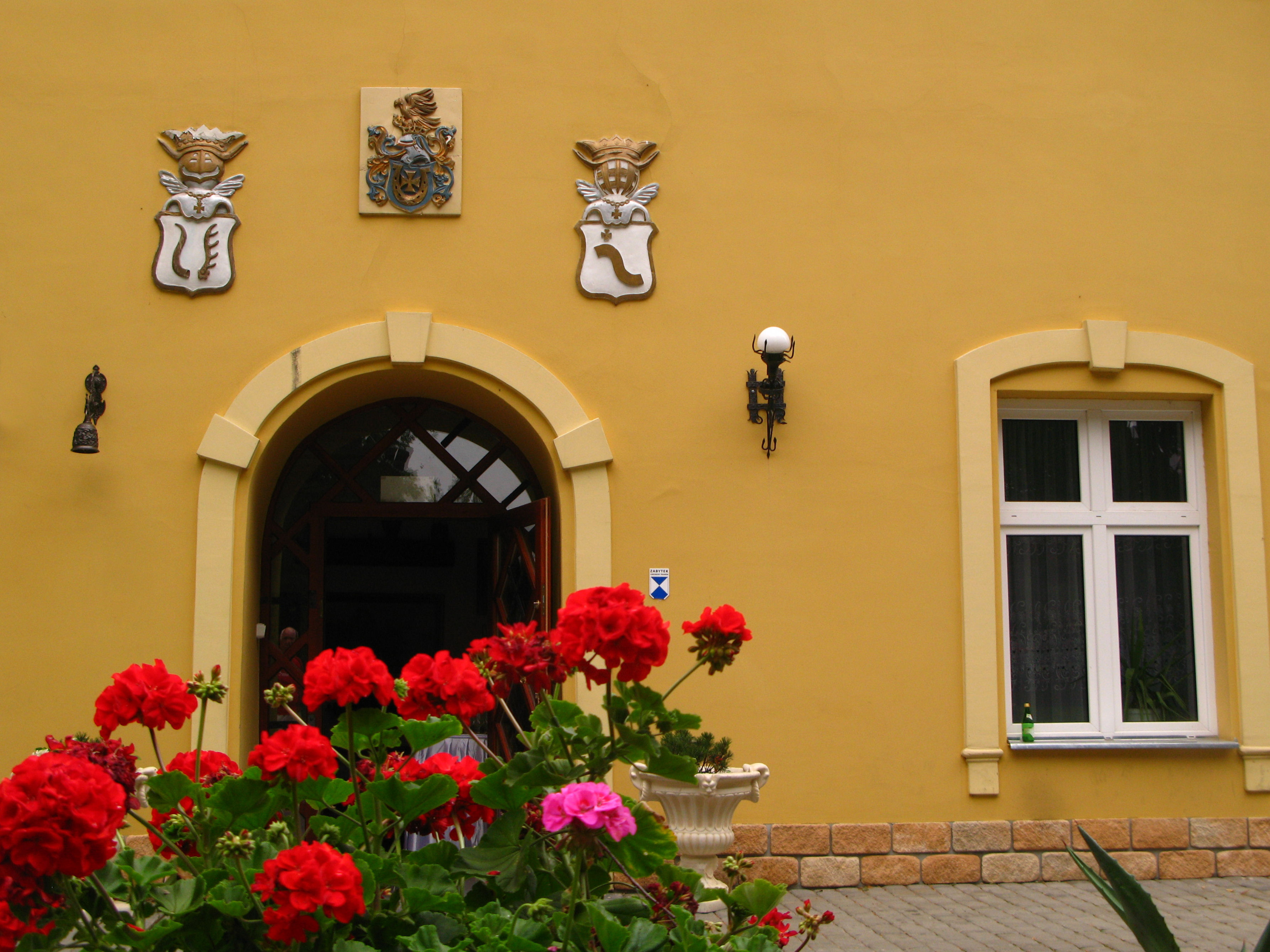
Herby nad wejściem
Herb Krasicki Hrabia
Herb Jastrzębiec
Herb Szreniawa Stadnickich